# Célzás
A célzás (latinul allusio) a klasszikus és a neoretorikában a gondolatalakzatok (metalogizmusok) egyike, detrakció eredménye. Rájátszás, egy közismert kifejezés, mondat más, új szövegkörnyezetben történő felhasználása. Az allusio csak sejteti a tárgyat, nem nevezi meg. Hatását a beszélők, az író és az olvasó közös élményén, közös ismeretein alapulva fejti ki. Petőfire s az Egy gondolat bánt engemet című versére utal: az „Elhullt csatában a derék” sor Arany János: A walesi bárdok című balladájában. Ironikus célzás van Shakespeare Julius Caesar című drámájából vett „derék férfiú” miatt az alábbi idézetben:
„Lord Palmerston azt mondja, hogy „Austriára Európának szüksége van”, és a nemes lord „derék férfiú”.”
(Kossuth Lajos: Felolvasások Angliában IX.)
A drámában Antonius mondja Brutusról, hogy „derék férfiú”, ám az ellenkezőjét bizonyítja. Gyulai Pál a Kisfaludy Társaság ülésén elmondott emlékbeszédében úgy idézte fel Arany János ifjúkorának egyik eseményét, hogy feltételezte a hallgatóság háttérismeretét, tájékozottságát:
„Ifjúkori csalódása, ballépése, hogy elhagyva az iskolát, nem gondolva agg szüleivel, szinészi dicsőségről álmodozva, világgá ment s néhány hét múlva önvádgyötörten, nyomorba süllyedve tért vissza az apai tűzhelyhez, mély nyomot hagyott lelkén, megtörte erejét, önbizalmatlanná tette.”
Gyakori a célzás a szólásokban is, például „Mindenkinek megvan a maga keresztje.”

## További hivatkozások
- példázat
- szókép
- evokáció
- archazálás
- anakronizmus